# Granges-d’Ans
Granges-d’Ans – miejscowość i gmina we Francji, w regionie Nowa Akwitania, w departamencie Dordogne.
Według danych na rok 1990 gminę zamieszkiwało 209 osób, a gęstość zaludnienia wynosiła 18 osób/km² (wśród 2290 gmin Akwitanii Granges-d’Ans plasuje się na 968. miejscu pod względem liczby ludności, natomiast pod względem powierzchni na miejscu 958.).